# Voulmentin
Voulmentin är en kommun i departementet Deux-Sèvres i regionen Nouvelle-Aquitaine i västra Frankrike. Kommunen ligger i kantonen Mauléon som tillhör arrondissementet Bressuire. År 2017 hade Voulmentin 1 110 invånare.
Kommunen bildades den 1 januari 2013, då kommunerna Saint-Clémentin och Voultegon gick samman. Kommunens huvudort är Saint-Clémentin.